# PR Большой Медведицы
PR Большой Медведицы (лат. PR Ursae Majoris) — одиночная переменная звезда в созвездии Большой Медведицы на расстоянии (вычисленном из значения параллакса) приблизительно 15023 световых лет (около 4606 парсеков) от Солнца. Видимая звёздная величина звезды — от +14,74m до +13,81m.

## Характеристики
PR Большой Медведицы — пульсирующая переменная звезда типа RR Лиры (RRAB).